# Stašov (district de Svitavy)
Pour les articles homonymes, voir Stašov.
Stašov (en allemand : Dittersbach) est une commune du district de Svitavy, dans la région de Pardubice, en République tchèque. Sa population s'élevait à 262 habitants en 2024.

## Géographie
Stašov se trouve à 9 km au sud-est de Polička, à 12 km au sud-ouest de Svitavy, à 58 km au sud-est de Pardubice et à 146 km à l'est-sud-est de Prague.
La commune est limitée par Pomezí au nord, par Radiměř au nord-est, par Banín à l'est, par Rohozná au sud et par Jedlová et Polička à l'ouest.

## Histoire
La première mention écrite de la localité date de 1557.

## Galerie

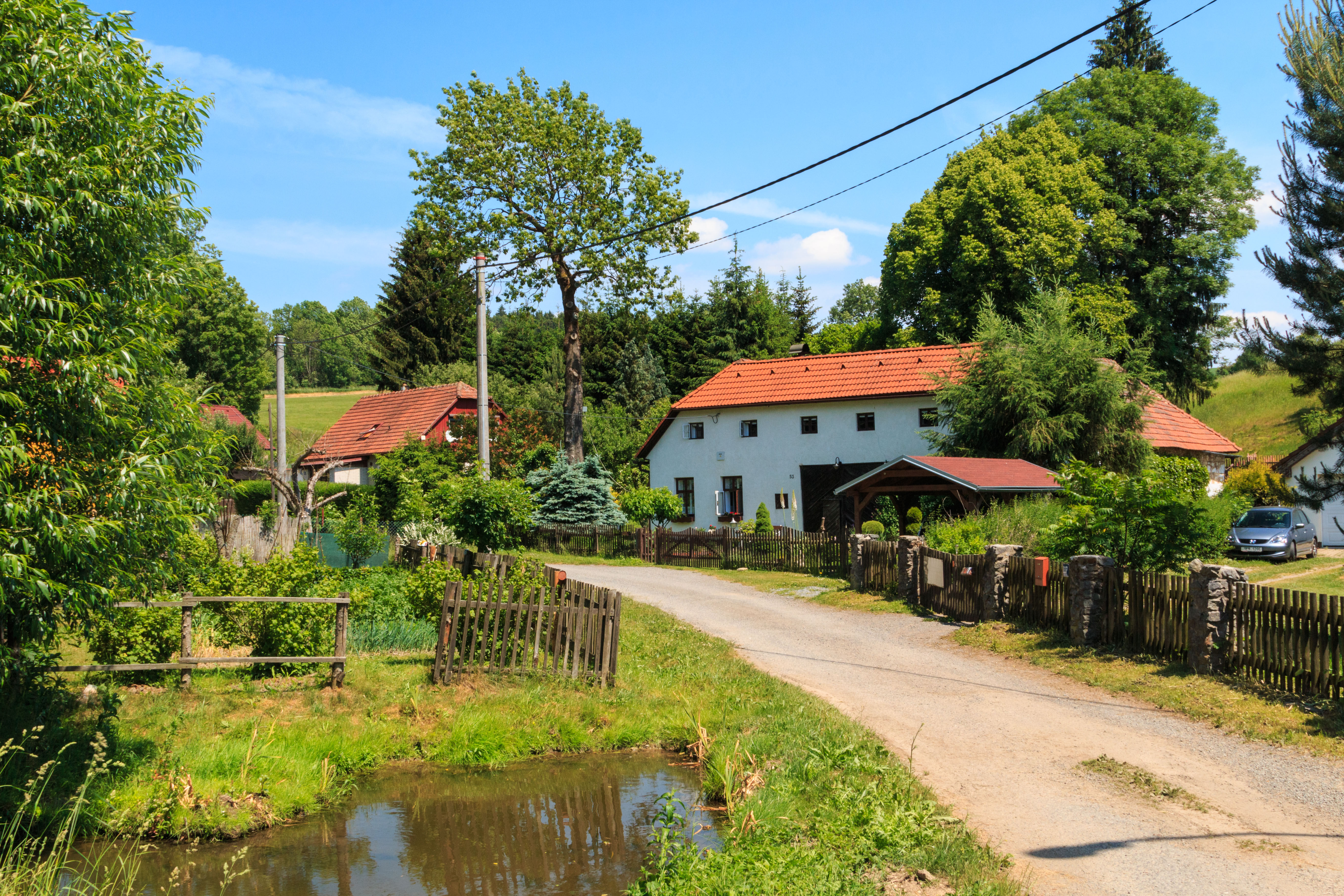
Maisons à Stašov.
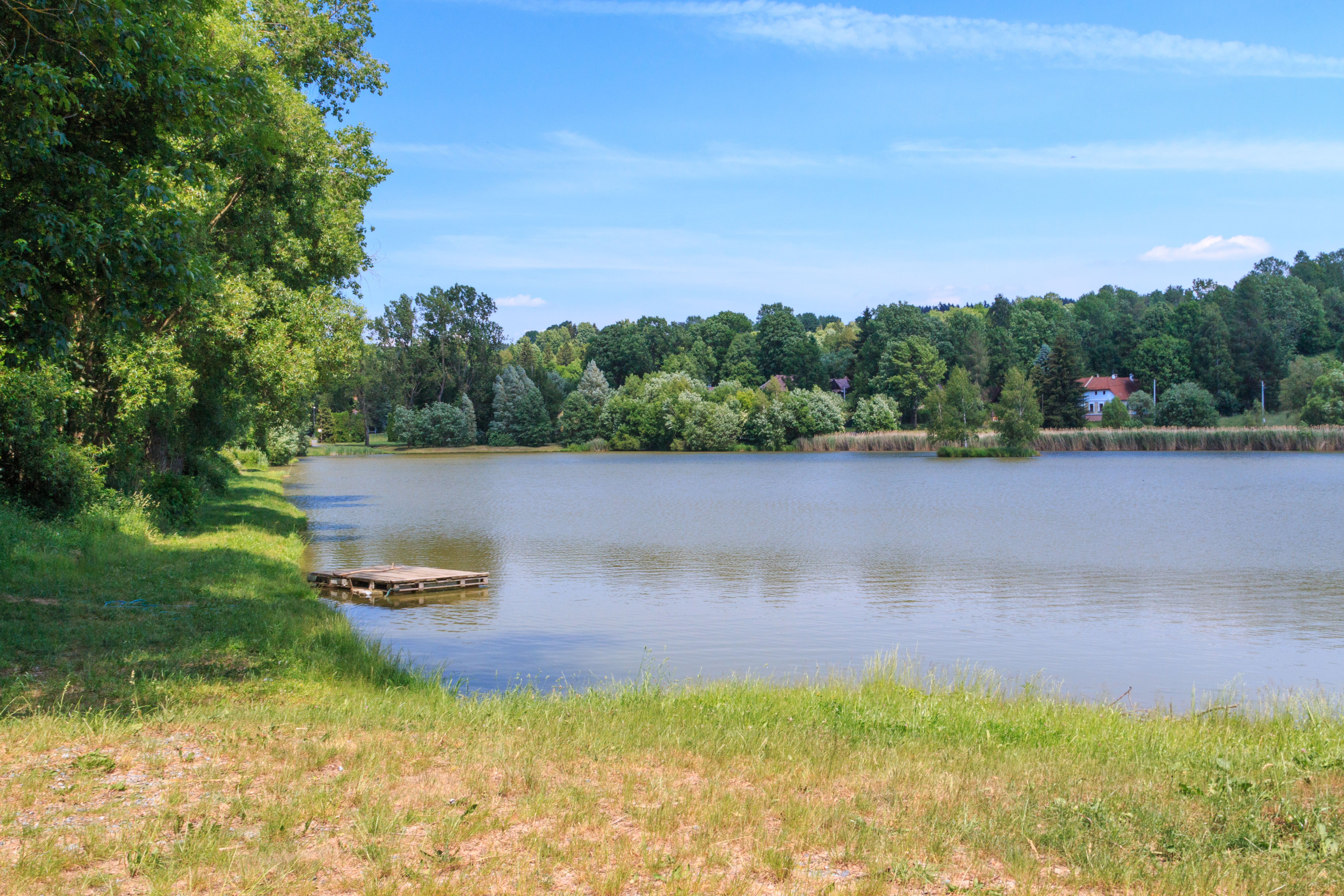
Étang à Stašov.

## Transports
Par la route, Stašov se trouve à 11 km de Polička, à 20 km de Svitavy, à 73 km de Pardubice et à 188 km de Prague. 